# Rhizoecus albus
Rhizoecus albus är en insektsart som beskrevs av James 1936. Rhizoecus albus ingår i släktet Rhizoecus och familjen ullsköldlöss. Inga underarter finns listade i Catalogue of Life.